# Grupo Buaiz
O Grupo Buaiz é um conglomerado empresarial brasileiro de capital fechado, com sede em Vitória, Espírito Santo.
Fundado em 1941 pelo empresário capixaba Americo Buaiz, o grupo atua em diversos segmentos de mercado, como alimentação, comunicação, educação, imóveis e investimentos. Americo é reconhecido como o fundador da Fecomércio e do Federação das Indústrias do Estado do Espírito Santo, tendo sido o primeiro presidente de ambas as instituições. É o 4º maior grupo empresarial do Estado do Espírito Santo.

## Empresas do grupo
Uma das primeiras empresas do grupo foi o Moinho Vitória (também conhecido como Moinho Buaiz), tradicional moinho localizado no centro da cidade . O Moinho Vitória foi fundado em 1956 para diversificar a produção e a comercialização de alimentos, até então concentrados nos estados de São Paulo e Rio de Janeiro. Na década de 80, diante do crescimento da indústria alimentícia do grupo, surge a Buaiz Alimentos.
Em 1984, o grupo adquiriu a TV Vitória, emissora de televisão que em 1998 afiliou-se a RecordTV. Na década seguinte, o grupo constrói o Shopping Vitória.
Além destas empresas, o Grupo Buaiz também é proprietário da imobiliária Nova Cidade Empreendimentos, da Escola Americana de Vitória e da empresa de consultoria Hugb. O grupo também possui participação na Optsol Tecnologia.